# 3 Women

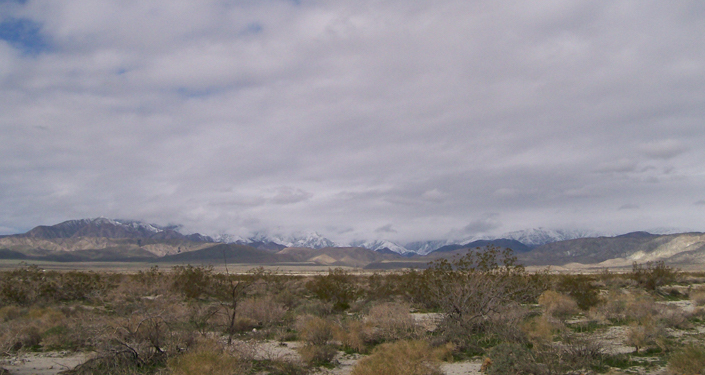
Hot Springs, un sitio filmado en el exterior.

3 Women (Three Women) (español: 3 Mujeres o Tres Mujeres) es una película de misterio, suspenso y drama psicológico experimental independiente estadounidense de 1977 dirigida, escrita y producida por Robert Altman. Protagonizada por Shelley Duvall, Sissy Spacek y Janice Rule. La película gira en torno a una  bizarra relación entre una mujer adulta vanidosa, locuaz y ensimismada (Duvall), su tímida, torpe, infantil compañera de cuarto y trabajo adolescente (Spacek), y una hosca, distante y silenciosa mujer mayor embarazada (Rule) en una ciudad desierta y polvorienta de California. 
El mínimo argumento incluye a dos mujeres cuyas personalidades están en marcado contraste, cuando se reúnen por primera vez y se mudan juntas. La tercera mujer es un personaje de soporte clave-una artista mural que vive en el mismo edificio de apartamento. Los eventos tienen lugar en una pequeña comunidad del desierto típica de las que se encuentran al este de Los Ángeles. Por razones obvias, la película tiene una calidad parecida a un sueño, centrándose más en el comportamiento, humor y misterio que en la trama.  
Sobre que trata exactamente la película está abierto a la interpretación, incluso Altman dijo que no está seguro de qué significa el final sino que tiene una «teoría» sobre lo que sucede. Lo que está claro es que los dos personajes principales se someten a una transformación en la que intercambian su estado en relación con los demás. De esta manera, 3 Women tiene un parentesco con Persona de Bergman.
Duvall interpreta a una mujer que está muy segura de su carisma personal, y de su atractivo para los hombres, en particular, a pesar del hecho de que los hombres que ella seduce abiertamente se burlan de esto. Spacek es un simplista, mujer ingenua, que se niega a hablar de su pasado y que inicialmente idolatra a Duvall. Ambas trabajan en una instalación de terapia física y gran parte de la película tiene lugar en su edificio de apartamento, donde la tercera mujer crea murales algo inquietantes y sorprendentes.
3 Women se estrenó en el Festival Internacional De Cine De Cannes De 1977 y obtuvo críticas largamiente positivas de los críticos, que elogiaron especialmente las actuaciones del elenco (especialmente la de Duvall), fotografía y banda sonora. Las interpretaciones de la película se centran en el uso del psicoanálisis y la discusión sobre la identidad . No fue un gran éxito de taquilla a pesar de la financiación y distribución de los estudios de Hollywood. Después de su estreno en cines, la película no estuvo disponible en vídeo doméstico durante casi treinta años, hasta que fue estrenada por The Criterion Collection en 2004.

## Reparto
| Actor                | Personaje                   |
| -------------------- | --------------------------- |
| Shelley Duvall       | Mildred "Millie" Lammoreaux |
| Sissy Spacek         | Mildred "Pinky" Rose        |
| Janice Rule          | Willie Hart                 |
| Robert Fortier       | Edgar Hart                  |
| Ruth Nelson          | Sra. Rose                   |
| John Cromwell        | Sr. Rose                    |
| Sierra Pecheur       | Sra. Bunweil                |
| Craig Richard Nelson | Dr. Maas                    |
| Maysie Hoy           | Doris                       |
| Belita Moreno        | Alcira                      |
| Leslie Ann Hudson    | Polly                       |
| Patricia Ann Hudson  | Peggy                       |
| Beverly Ross         | Deidre                      |

## Recepción

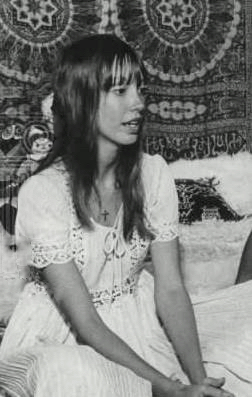
La actuación de Shelley Duvall recibió elogios de la crítica, lo que le valió el Premio del Festival de Cine de Cannes a la Mejor Actriz y una nominación al Premio BAFTA a la Mejor Actriz en un Papel Protagónico.

La película tiene un índice de aprobación del 85% en Rotten Tomatoes , basado en 53 reseñas, y ha recibido críticas generalmente positivas de los críticos. Sobre el Metacritic la película tiene una aprobación de 82/100 indicando "aclamación universal". Roger Ebert le dio a la película cuatro estrellas, calificando la primera mitad como "un estudio divertido, satírico y a veces triste de la comunidad y su gente", y agregando que la película luego se convierte en "horror sexual enmascarado". Ebert añadió 3 Women a su lista de "Grandes películas" en 2004, llamándola "la obra maestra de Robert Altman de 1977" y afirmando que las expresiones de Duvall son "un estudio de inquietud".
Shelley Duvall ganó el premio de Mejor Actriz en el Festival de Cannes de 1977.